# Mrityudata
Pour plus de détails, voir Fiche technique et Distribution.
Ladki est un film d'action dramatique du cinéma indien, en hindi, de 1997, produit par Mehul Kumar (en). Il met en vedette Dimple Kapadia, Karisma Kapoor, Paresh Rawal, Deepak Tijori, Arbaaz Ali Khan (en) et Amitabh Bachchan, pour son retour au cinéma. Le film est produit par Amitabh Bachchan Corporation (en).

## Fiche technique
Sauf indication contraire, les informations mentionnées dans cette section peuvent être confirmées par la base de données cinématographiques IMDb,  présente dans la section « Liens externes ».
- Titre : Mrityudata
- Réalisation : Mehul Kumar (en)
- Scénario : Mehul Kumar - Jalees Sherwani (dialogues)
- Production : Amitabh Bachchan Corporation (en)
- Langue : Hindi
- Genre : Comédie romantique
- Durée : 167 minutes (2 h 47)
- Dates de sorties en salles :
  -  Inde : 25 avril 1997